# FluidSynth
FluidSynth, es un Sintetizador de software de código abierto que convierte  notas  midi en una señal de audio usando tecnología SoundFont sin la necesidad de una  tarjeta de sonido compatible con SoundFont. FluidSynth puede actuar como un dispositivo virtual midi, capaz de recibir datos midi desde cualquier programa y transformar estos en audio al vuelo. También puede leer ficheros  ficheros midi estándar (SMF) directamente. Por otro lado, puede enviar datos e audio directamente a un dispositivo de audio para reproducir, o un fichero de audio en bruto o a un   fichero de audio con formato WAV. Puede convertir un fichero SMF (.mid) directamente en un fichero de audio más rápido que en tiempo real. La combinación de estas características dan a FluidSynth los siguientes casos de uso:
- Síntesis los datos MIDI desde otra aplicación directamente a los altavoces,
- Síntesis de los datos MIDI desde otra aplicación, registrando la salida a un archivo de audio,
- Reproducción de un archivo MIDI a los altavoces,
- Conversión de un archivo MIDI a un archivo de audio digital.

El tamaño cargado por los bancos SoundFont está limitado por la cantidad de  memoria ram disponible. Existe una interfaz gráfica de usuario para FluidSynth llamada Qsynth, la cual es también de código abierto. Ambas están disponibles en la mayoría de  distribuciones Linux puede ser también compiladas para Windows.
Soporta características  microtonales y fue usado en el "MicrotonalISM project of the Network for Interdisciplinary Studies in Science, Technology, and Music".  Un plugin para Max/MSP está disponible en IRCAM.
El núcleo del sintetizador está escrito en C con una larga  API. Existen  bindings para Python, Ruby, y .NET.